# Abram Besicovitch
Abram Samoilovitch Besicovitch (ros. Абрам Самойлович Безикович, trans. Abram Samojłowicz Biezikowicz; ur. 24 stycznia 1891 w Berdiańsku, zm. 2 listopada 1970 w Cambridge) – brytyjski matematyk pochodzenia rosyjskiego. Laureat Medalu Sylvestera za rok 1952.
Pracował głównie nad metodami kombinatorycznymi w analizie, takimi jak problem Kakeyi i wymiar Hausdorffa-Besicovitcha. Jego prace należą do podstawowych w dziedzinie geometrycznej teorii miary, spopularyzowanej dużo później jako geometria fraktalna przez Benoît Mandelbrota i innych. Jego osiągnięcia w tej dziedzinie zostały opisane przez Kennetha Falconera w The geometry of fractal sets. Jego nazwisko noszą twierdzenie Besicovitcha o pokryciu oraz twierdzenie Lebesgue’a-Besicovitcha o różniczkowaniu.

## Życiorys
Urodził się w Berdiańsku w obwodzie zaporoskim (obecnie Ukraina) w rodzinie karaimskiej w rodzinie Samuiła Biezikowicza i Ewy z d. Sauskan.
Studiował pod kierunkiem Andrieja Markowa na uniwersytecie w Petersburgu – studia ukończył w 1912 roku. Badania naukowe rozpoczął w dziedzinie teorii prawdopodobieństwa. Nawrócił się na prawosławie i przyłączył do Rosyjskiego Kościoła Prawosławnego w 1916 roku, kiedy to ożenił się z Walentiną Wietaliewną. Rok później został mianowany profesorem na uniwersytecie w Permie, a w 1920 roku przeniósł się z powrotem do Sankt Petersburga.
W 1924 roku wyjechał do Kopenhagi na stypendium Rockefellera. Odwiedził też Godfreya Hardy'ego w Oksfordzie i dzięki jego pomocy w 1926 roku dostał pracę na uniwersytecie w Liverpoolu. Rok później przeniósł się na Uniwersytet Cambridge, gdzie pozostał do końca życia. Był następcą Johna Littlewooda od 1950 roku, kiedy to objął Rouse Ball Chair na Uniwersytecie Cambridge. Na emeryturę odszedł w 1958 roku, zmarł w Cambridge w roku 1970.

## Literatura
- Falconer, Kenneth, The geometry of fractal sets, Cambridge University Press, Cambridge 1992.